# Yokosuka
Yokosuka (横須賀市?, Yokosuka-shi) è una città del Giappone della prefettura di Kanagawa situata nella baia di Tokyo nella penisola di Miura.
Il 1º febbraio del 2010, aveva una popolazione di 419 067 abitanti distribuiti su una superficie di 100,62 km², per una densità di 4164,85 ab./km².
La città è direttamente collegata a Tokyo dalla linea Yokosuka, gestita dalla JR East in poco più di un'ora.
Yokosuka ospita uno dei più grandi porti militari del paese, condiviso dalla marina statunitense (Settima Flotta degli Stati Uniti) e dalla marina delle forze di autodifesa giapponesi. Gli americani hanno stanziata qui la loro più grande flotta oltreoceano.

## Storia
Fino al 1865 era un villaggio di pescatori ma poi, durante il Rinnovamento Meiji (1866 - 1869), venne scelto come base navale data la sua posizione strategica all’imbocco occidentale della Baia di Tokyo, 15 km a sud di Yokohama. Divenne inoltre un importante porto commerciale per l'industria tessile, chimica e meccanica.
La città venne danneggiata gravemente dal Grande terremoto del Kanto del 1923, incluso il porto e le sue infrastrutture.
Durante la Seconda guerra mondiale venne bombardato dal raid di Doolittle il 18 aprile 1942 come rappresaglia all'attacco a Pearl Harbor. I danni riportati furono minimi. Per il resto del conflitto il porto non venne toccato dai bombardamenti che si susseguirono sul territorio giapponese. Tuttavia, ancora oggi si possono trovare bunker e gallerie appositamente costruite all'epoca per eventuali attacchi.

## Attrazioni
Anche se non sono numerosi, ci sono vari punti d'interesse:
- Nave museo Mikasa

Famosa nave da guerra capitanata dall'ammiraglio Tōgō Heihachirō che partecipò alla battaglia di Tsushima durante la guerra russo-giapponese. L'interno della nave è visitabile; i biglietti si possono comprare al negozio di souvenir. A fianco al negozio si trova anche la banchina per le crociere nella baia di Yokosuka.
- Parco di Verny

Il parco è dedicato all'ingegnere francese Léonce Verny, il quale diresse la progettazione e la costruzione dell'arsenale navale di Yokosuka.
- Crociera del porto militare

Vicino alla corazzata Mikasa, è possibile prendere parte a un tour in barca che porta a visitare la base navale dove sono ancorate le navi da guerra sia americane che giapponesi.
- Isola di Sarushima

L'isola è raggiungibile in traghetto dal molo di Yokosuka vicino alla nave da guerra Mikasa.
- Museo d'arte (2007), progettato dall'architetto Riken Yamamoto

## Cultura popolare
La città di Yokosuka è considerata il luogo di origine delle giacche sukajan, un tipo di giacca camicia ispirata alle giacche da baseball su cui si ricamano decorazioni. Si diffusero con l'arrivo degli americani dopo la Seconda guerra mondiale. Oggigiorno la strada dove si trova la concentrazione maggiore di negozi che vendono questo tipo di giacche è la Dobuita Street.

## Amministrazione

### Gemellaggi
- Corpus Christi, Texas